# Otopeni
Otopeni – miasto w Rumunii, w okręgu Ilfov. Liczy 11 tys. mieszkańców (2009).
W okolicy miasta znajduje się największy w kraju port lotniczy obsługujący Bukareszt.